# Lymantria subfusca
Lymantria subfusca este o specie de molii din genul Lymantria, familia Lymantriidae, descrisă de Schulz. 1910 Conform Catalogue of Life specia Lymantria subfusca nu are subspecii cunoscute.